# Вілфрід Каптум
Вілфрід Жаур Каптум (фр. Wilfrid Jaures Kaptoum, нар. 7 липня 1996, Дуала) — камерунський футболіст, півзахисник американського клубу «Нью-Інгленд Революшн».

## Клубна кар'єра
Вілфрід починав свій футбольний шлях в академії Самуеля Ето'о. У 2008 році після участі «Барселони» в турнірі з футболу 7х7 з юніорською збірною Камеруну, він був підписаний «синьо-гранатовими». У 2009 році Вілфрід деякий час провів в «Сант-Андреу» на правах оренди. У складі юнацької команди «блаугранас» камерунець виграв Юнацьку Лігу УЄФА 2013/14. У 2014 році він був переведений в другу команду клубу - «Барселону Б». За першу команду дебютував 28 жовтня 2015 року в матчі Кубка Іспанії проти «Вільяновенсе». 9 грудня камерунець дебютував в Лізі Чемпіонів в матчі з німецьким «Байєром» (1:1). Він почав матч у основному складі, проте був майже непомітним на полі, і вже на 62-й хвилині був замінений Жераром Гумбау.
В іграх першості Іспанії за головну команду «Барселони» камерунець так і не дебютував, зокрема й через важку травму коліна, яка залишала його поза грою протягом половини 2017 року. У січні 2018 року гравець погодився залишити клуб, а за декілька днів на правах вільного агента приєднався до лав клубу «Реал Бетіс». У головній команді севільського клубу також не отримував регулярного ігрового часу, за два роки взявши участь лише у 15 іграх Ла-Ліги.
Першу половину 2020 року провів в оренді у друголіговій «Альмерії», після чого повернувся до «Бетіса», контракт з яким за згодою сторін було розірвано восени того ж року.
У грудні того ж 2020 року знайшов варіант продовження кар'єри у США, приєднавшись до команди «Нью-Інгленд Революшн».

## Кар'єра в збірній
Вілфрід провів вісім зустрічей і забив два голи за молодіжну збірну Камеруну.
Протягом 2018–2019 років викликався до лав національної збірної Камеруну та навіть включався до її заявки на Кубок африканських націй 2019 в Єгипті. Утім в офіційних іграх за головну збірну так і не дебютував.

## Титули і досягнення
- Переможець Юнацької ліги УЄФА: 2013-14